# Melanichneumon flavicarina
Melanichneumon flavicarina là một loài tò vò trong họ Ichneumonidae.